# Stipple Rocks
Die Stipple Rocks (englisch für Tüpfelfelsen, in Argentinien gleichbedeutend Rocas Punteadas) sind eine kompakte Gruppe aus mehr als 20 Klippenfelsen vor der Fallières-Küste des Grahamlands auf der Antarktischen Halbinsel. In der Marguerite Bay liegen sie 5 km nordwestlich der Millerand-Insel. 
Teilnehmer der British Graham Land Expedition (1934–1937) unter der Leitung des australischen Polarforschers John Rymill nahmen 1936 erste Vermessungen vor, die Wissenschaftler des Falkland Islands Dependencies Survey 1949 komplettierten. Letztere nahmen auch die deskriptive Benennung vor.